# Томлин, Майк
Майкл Петтауэй Томлин (англ. Michael Pettaway Tomlin; родился 15 марта 1972) — американский футбольный тренер, который является главным тренером Питтсбург Стилерз в Национальной футбольной лиге (НФЛ).

## Ранняя жизнь
Томлин родился в Хамптоне, Виргиния, младшим из двух сыновей, его брат Эдди на три с половиной года старше. Их отец, Эд Томлин, играл в футбол в Хэмптонском колледже в 1960-х годах, был призван в команду «Балтимор Колтс», а позже играл за «Монреаль Алуэттс» в Канадской футбольной лиге. Старший Томлин умер в январе 2012 года от сердечного приступа в Окале, Флорида, в возрасте 63 лет. Однако Томлин почти не знал своего биологического отца и был воспитан матерью и отчимом Джулией и Лесли Коупленд, которые поженились, когда Томлину было шесть лет.

## Личная жизнь
Томлин познакомился со своей будущей женой Кией Уинстон, когда они были студентами колледжа Вильгельма и Марии и у них трое детей.
Томлин имеет степень по социологии, полученную в 1995 году. 

## Карьера

### Колледж Футбол (1995 — 1999)
Его тренерская карьера началась в 1995 году в качестве помощника тренера в Военном институте Вирджинии под руководством главного тренера Билла Стюарта. Сезон 1996 года Томлин провел в качестве ассистента тренера Университета Мемфиса, где работал с защитниками и спецкомандами. После непродолжительной работы в Университете Теннесси в тренерском штабе Мартина Томлин был нанят Университетом штата Арканзас в 1997 году для тренировки его защитников. Томлин оставался там в течение двух сезонов, прежде чем был нанят в качестве тренера защитников Университетом Цинциннати.

### Тампа-Бэй Бакканирс (тренер дефенсив беков, 2001 — 2005)
Томлин был нанят в качестве тренера дефенсив беков для Тампа-Бэй Бакканирс в 2001 году, где он впервые изучил защиту Tampa 2, которую он будет использовать в более поздних тренерских работах.
В 2002 и 2005, Бакканирс лидировали в НФЛ по общей защите (наименьшее количество допущенных ярдов за розыгрыш). За время пребывания Томлина в Тампе, защита Бакканирс ни разу не занимала места ниже шестого в общей таблице. В январе 2003 года Бакканирс выиграли Супербоул XXXVII, а защитники Бакканирс сделали 5 перехватов и три из них были возвращены в тачдаун, это был рекорд в истории Супербоулов, рекорд который всё ещё стоит  .

### Миннесота Вайкингс (координатор защиты, 2006)
В 2006 году Томлин был выбран главным тренером Миннесоты Вайкингс Брэдом Чилдрессом в качестве координатора защиты.
Двое игроков в составе Вайкингс были старше Томлина. Вайкингс в 2006 финишировали с восьмым лучшим показателем общей защиты в НФЛ, но имели необычное отличие в том, что заняли первое место в защите от пробега и последнее место в защите от паса.

### Питтсбург Стилерз (главный тренер, с 2007)

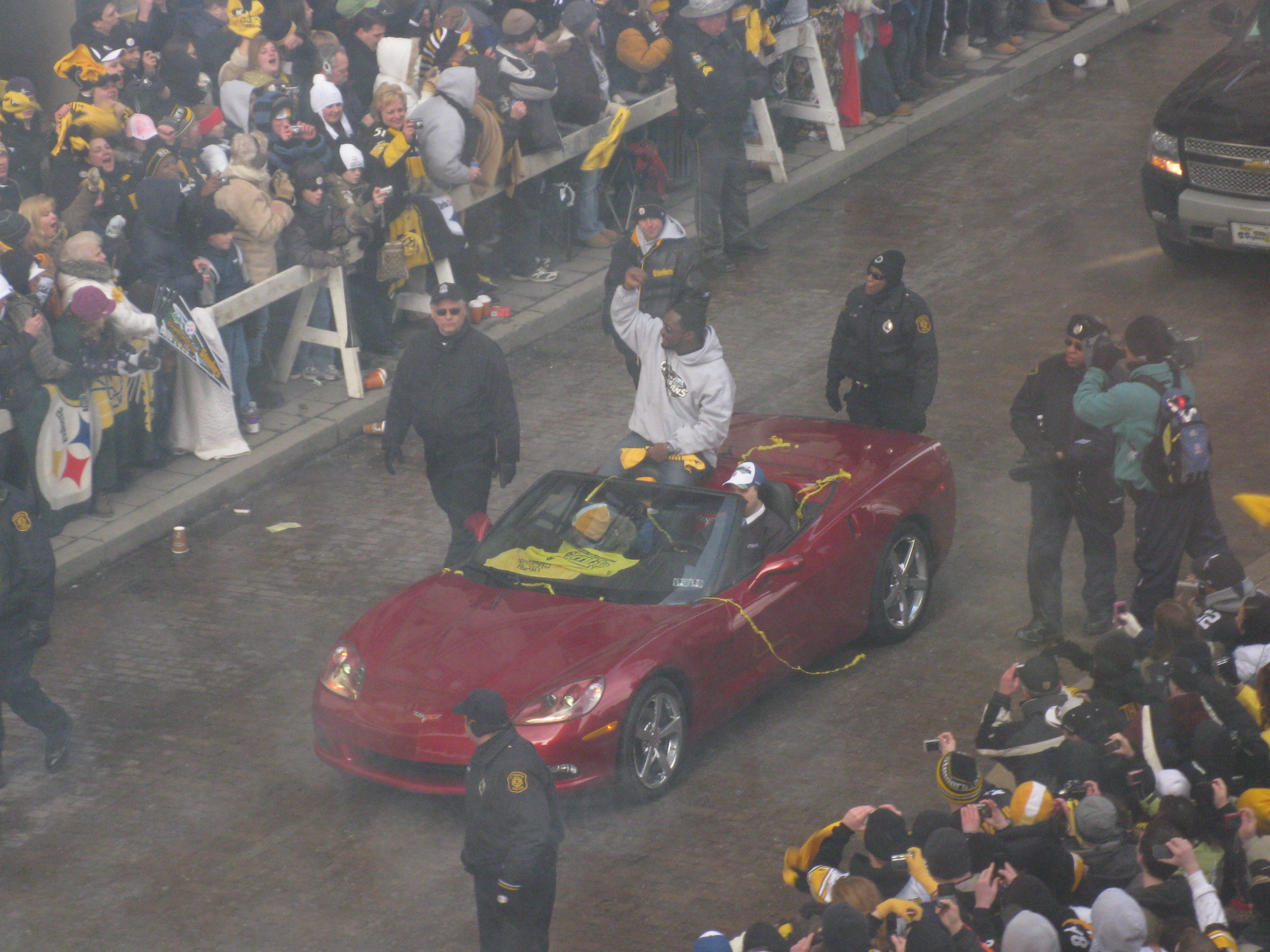
Майк Томлин на Параде Победы после выигрыша Супербоула XLIII

С момента прихода в «Стилерз» в 2007 Томлин привел команду к девяти розыгрышам плей-офф, семи титулам в дивизионе, трём чемпионским играм АФК, двум выступлениям в Супербоуле и одному титулу в Супербоуле XLIII. В возрасте 36 лет он является вторым самым молодым главным тренером, выигравшим Супербоул (первый Шон МакВей) и до Супербоула LVI был первым. За 15 сезонов в Питтсбурге, Томлин никогда не имел проигрышного сезона в качестве главного тренера, что является самой длинной текущей серией в НФЛ.
В настоящее время Томлин является вторым по продолжительности действующим главным тренером в НФЛ после Билла Беличика из Нью-Ингленд Пэтриотс, который является их главным тренером с 2000 года.

## Статистика
| Команда           | Сезон | Регулярный сезон | Регулярный сезон | Регулярный сезон | Регулярный сезон | Регулярный сезон | Плей-офф | Плей-офф  | Плей-офф | Плей-офф                                              |
| Команда           | Сезон | Победы           | Поражения        | Ничьи            | % побед          | Место            | Победы   | Поражения | % побед  | Результат                                             |
| ----------------- | ----- | ---------------- | ---------------- | ---------------- | ---------------- | ---------------- | -------- | --------- | -------- | ----------------------------------------------------- |
| Питтсбург Стилерз | 2007  | 10               | 6                | 0                | .625             | 1ые в Север АФК  | 0        | 1         | .000     | Проиграли Джэксонвилл Джагуарс в Уайлд-Кард           |
| Питтсбург Стилерз | 2008  | 12               | 4                | 0                | .750             | 1ые в Север АФК  | 3        | 0         | 1.000    | Чемпионы Супербоула XLIII                             |
| Питтсбург Стилерз | 2009  | 9                | 7                | 0                | .563             | 3ьи в Север АФК  | —        | —         | —        | —                                                     |
| Питтсбург Стилерз | 2010  | 12               | 4                | 0                | .750             | 1ые в Север АФК  | 2        | 1         | .667     | Проиграли Грин-Бэй Пэкерс в Супербоуле XLV            |
| Питтсбург Стилерз | 2011  | 12               | 4                | 0                | .750             | 2ые в Север АФК  | 0        | 1         | .000     | Проиграли Денвер Бронкос в игре Уайлд-Кард            |
| Питтсбург Стилерз | 2012  | 8                | 8                | 0                | .500             | 3ьи в Север АФК  | —        | —         | —        | —                                                     |
| Питтсбург Стилерз | 2013  | 8                | 8                | 0                | .500             | 2ые в Север АФК  | —        | —         | —        | —                                                     |
| Питтсбург Стилерз | 2014  | 11               | 5                | 0                | .688             | 1ые в Север АФК  | 0        | 1         | .000     | Проиграли Балтимор Рэйвенс в игре Уайлд-Кард          |
| Питтсбург Стилерз | 2015  | 10               | 6                | 0                | .625             | 2ые в Север АФК  | 1        | 1         | .500     | Проиграли Денвер Бронкос в Дивизионном раунде         |
| Питтсбург Стилерз | 2016  | 11               | 5                | 0                | .688             | 1ые в Север АФК  | 2        | 1         | .667     | Проиграли Нью-Ингленд Пэтриотс в Чемпионской игре АФК |
| Питтсбург Стилерз | 2017  | 13               | 3                | 0                | .813             | 1ые в Север АФК  | 0        | 1         | .000     | Проиграли Джэксонвилл Джагуарс в Дивизионном раунде   |
| Питтсбург Стилерз | 2018  | 9                | 6                | 1                | .594             | 2ые в Север АФК  | —        | —         | —        | —                                                     |
| Питтсбург Стилерз | 2019  | 8                | 8                | 0                | .500             | 2ые в Север АФК  | —        | —         | —        | —                                                     |
| Питтсбург Стилерз | 2020  | 12               | 4                | 0                | .750             | 1ые в Север АФК  | 0        | 1         | .000     | Проиграли Кливленд Браунс в игре Уайлд-Кард           |
| Питтсбург Стилерз | 2021  | 9                | 7                | 1                | .559             | 2ые в Север АФК  | 0        | 1         | .000     | Проиграли Канзас-Сити Чифс в игре Уайлд-Кард          |
| Питтсбург Стилерз | 2022  | 9                | 8                | 0                | .529             | 3ьи в Север АФК  | —        | —         | —        | —                                                     |
| Итого             | Итого | 163              | 93               | 2                | .636             |                  | 8        | 9         | .471     |                                                       |